# De-Ashi-Barai

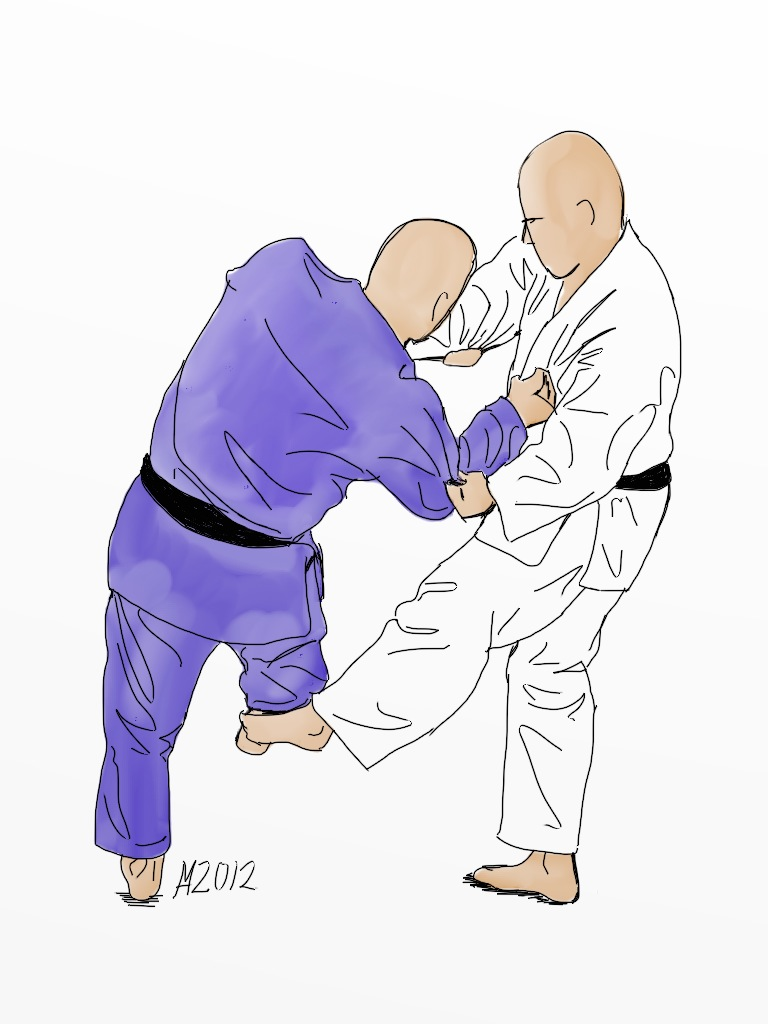
Dessin montrant l'exécution de De-ashi-barai.

De-Ashi-Barai (balayage du pied avancé, en japonais : 出足払) est une technique de projection du judo. De-Ashi-Barai est le 1er mouvement du 1er groupe du gokyo.

## Terminologie
- De : avancé
- Ashi : pied
- Barai : balayer